# 波杜耶沃
波杜耶沃（羅馬化：Podujevo），是科索沃東北部普里什蒂納區波杜耶沃市镇内的城市及行政中心。有高速公路和鐵路通過城市附近。波杜耶沃位於科索沃首都普里什蒂納以南約35 km（22 mi）。2011年人口普查时市区人口数量为23,453人，而整个市镇的人口数量则为88,499人。

## 外部連結
- 波杜耶沃市镇官方网站 （页面存档备份，存于）
- Podujevo （页面存档备份，存于） （阿爾巴尼亞文）